# Alloy 59
Alloy 59 (Werkstoffnummer 2.4605) ist eine chemisch beständige Nickel-Chrom-Molybdän-Legierung der Gruppe der Nickellegierungen. Sie findet überwiegend in der chemischen Industrie, Papierindustrie und bei Rauchgasentschwefelungsanlagen Verwendung. Die UNS-Nummer ist N06059. Der Werkstoff wird auch unter dem Markennamen Nicrofer 5923hMo vertrieben.

## Entwicklung
Entwickelt wurde Alloy 59 von Thyssenkrupp VDM (heute VDM Metals) in den 1990er Jahren. Formal gehört die Legierung zu der Gruppe der „C-Legierungen“. Die Klassiker der C-Legierungen gehen zurück auf Entwicklungen der 1930er Jahre, Alloy C. Zu den weiteren Entwicklungen dieser Gruppe gehören Alloy C-276 (~1960), Alloy C4 (~1970) und Alloy C22 (~1980).
Da Alloy 59 zum Patent angemeldet war, brachten amerikanische Wettbewerber ähnliche Legierungen (Haynes Alloy C2000 und Special Metals Alloy 686) auf dem Markt.
Mittlerweile ist das ThyssenKrupp-Patent ausgelaufen, Alloy 59 wird nun auch von anderen Herstellern produziert.

## Produktformen
Aus der Legierung werden Bleche, Platten, Flansche, Stäbe, Stangen, Rohre, Rohrzubehör und anderes gefertigt. Alloy 59 ist in der BAM-Liste enthalten (Gefahrguttransporte).
Alloy 59 wird in der Umwelttechnik, der chemischen Industrie (chemische Prozesse mit oxidierenden und reduzierenden Medien, Beständigkeit gegen feuchtes Chlorgas) und bei Müllverbrennungsanlagen eingesetzt.

## Chemische Zusammensetzung von Alloy 59
| C ≤ 0,01 %       | Si ≤ 0,10 %      | Mn ≤ 0,50 % | P ≤ 0,025 % | S ≤ 0,015 % | Cr 22,0 – 24,0 % |
| Mo 15,0 – 16,0 % | Al 0,10 – 0,40 % | Co ≤ 0,30 % | Cu ≤ 0,50 % | Fe ≤ 1,50 % | Ni % Rest        |

## Besondere Eigenschaften von Alloy 59
| Dichte                    | 8,6 kg/dm³                     |
| Bruchdehnung bei 20 °C    | 30 %                           |
| ISO-V Kerbschlagzähigkeit | ≥ 225 J/cm² bei Raumtemperatur |
|                           | ≥ 200 J/cm² bei −196 °C        |

Alloy 59 ist ein Nasskorrosionswerkstoff. Er hat geringe Anfälligkeit gegen interkristalline Korrosion.
Er besitzt die höchst mögliche ISO 15156 / NACE MR0175 Klasse 7 für Sauergasanwendungen in der Öl- und Gasindustrie. Der Werkstoff wird im VdTÜV-Merkblatt 505 beschrieben.

## Schweißzusatzwerkstoffe
Schweißstab (WIG), Schweißdraht und Drahtelektrode 2.4607, umhüllte Stabelektrode 2.4609